# Delphinium centeteroides
Delphinium centeteroides är en ranunkelväxtart som först beskrevs av Brühl, och fick sitt nu gällande namn av Philip Alexander Munz. Delphinium centeteroides ingår i släktet storriddarsporrar, och familjen ranunkelväxter. Inga underarter finns listade i Catalogue of Life.